# Chiesa di Santa Maria Assunta (Rodengo)
La chiesa di Santa Maria Assunta (in tedesco Pfarrkirche Maria Himmelfahrt) è la parrocchiale a Rodengo, in provincia autonoma di Bolzano. Appartiene al decanato di Bressanone-Rodengo della diocesi di Bolzano-Bressanone e risale al XII secolo.

## Storia

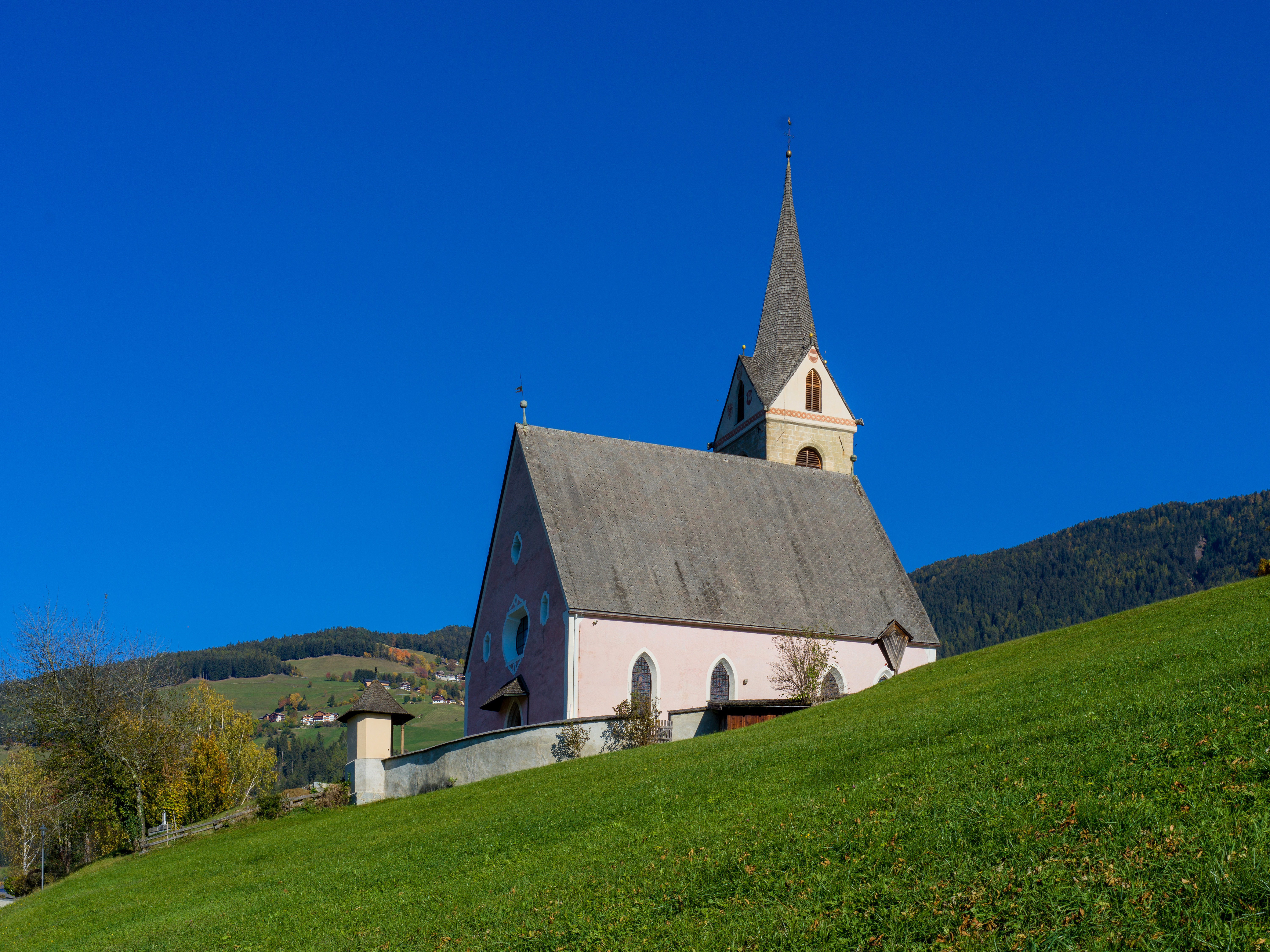
Chiesa di Santa Maria Assunta vista dal basso, dal centro abitato.

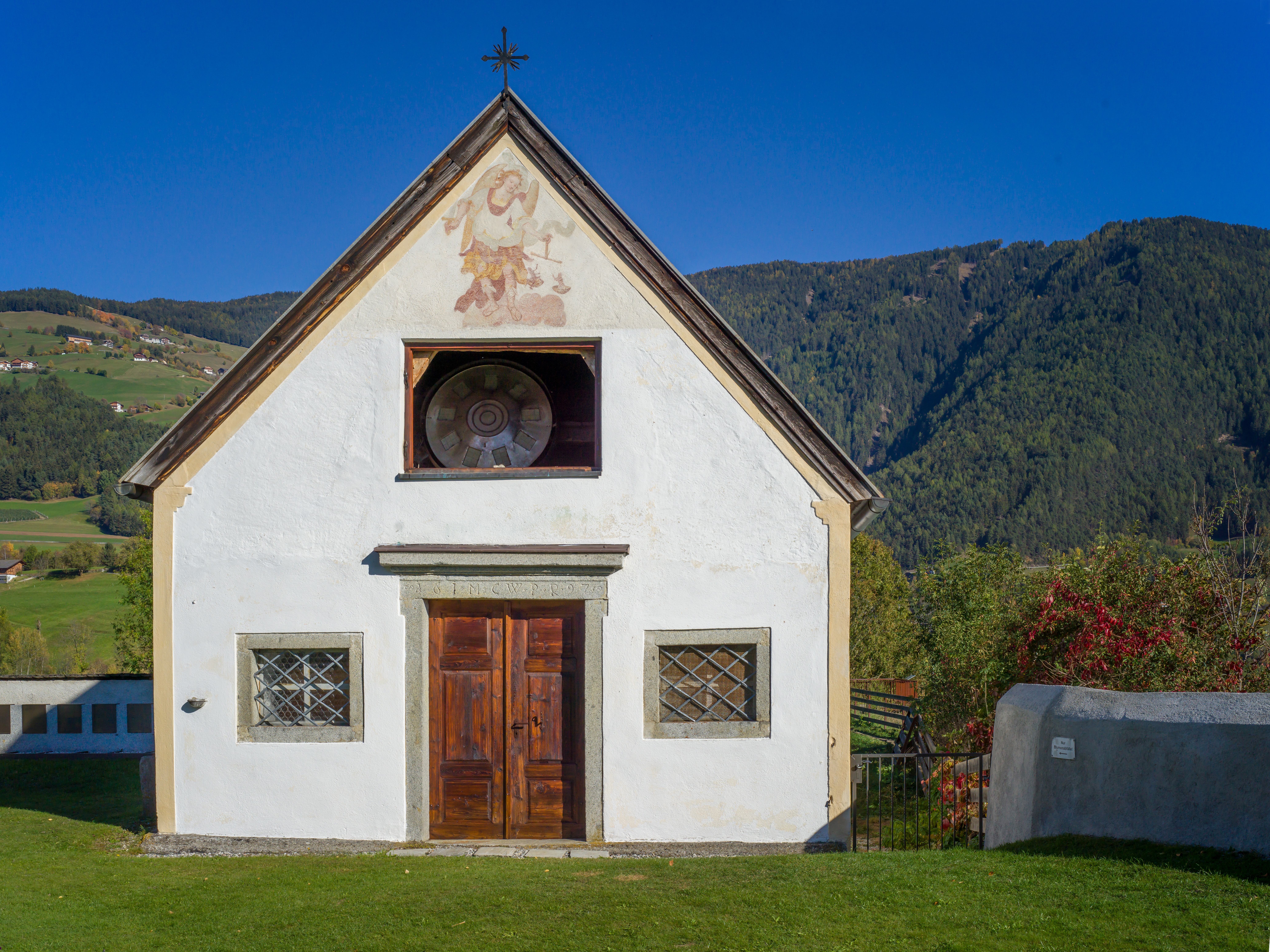
Cappella del cimitero che si trova vicina alla chiesa parrocchiale.

L'edificio originale dedicato all'Assunzione di Maria venne ecostruito durante il XII secolo e circa quattro secoli più tardi fu oggetto di un importante lavoro di restauro e ricostruzione che ha dato alla struttura la forma moderna. Fu a lungo la chiesa parrocchiale, quindi il centro religioso, di un vasto territorio che arrivava sino a Terento.
La chiesa parrocchiale aveva giurisdizione ecclesiastica su un'area molto più ampia di quella civile di Rodengo, risaliva ad un periodo anteriore ed era assimilabile, per importanza, alle altre maggiori presenti nell'antica diocesi di Bressanone e cioè quelle di Maranza, Terento, Valles, Spinga, Rio di Pusteria ed alcune altre. 
Durante la visita pastorale che si svolse nel 1517 si registrò che il parroco di Rodengo, con l'aiuto di con otto cappellani, si interessava direttamente della cura delle vicine chiese senza essera ancora ufficialmente parrocchia ma curatia. Ebbe dignità parrocchiale a partire dal 1891. Tra il 1794 e il 1795 la chiesa venne ampliata verso ovest.
Durante il 1937 si formò il nuovo decanato di Rodengo, nel quale vennero raggruppate le dieci principali parrocchie e il primo decano fu Georg Kaser, parroco a Rodengo dal 1924 al 1947. 
Con la nuova riforma del 2012 nacque il decanato di Bressanone-Rodengo che unì le parrocchie dei comuni di Bressanone, Fortezza, Luson, Naz-Sciaves, Rio di Pusteria, Rodengo e Varna.

## Descrizione

### Esterno
La chiesa ha una facciata a capanna in stile tardo gotico e si trova in posizione elevata sul centro abitato di Rodengo, nell'area che ospita anche il cimitero della comunità. Il portale principale architravato con cornice in pietra riporta l'iscrizione "CWPR 1697". La torre campanaria si alza sulla parte sinistra della struttura, in posizione arretrata.
Accanto alla chiesa si trova la settecentesca cappella del cimitero.

### Interno
La sala interna si divide in tre navate e la volta della copertura è a botte. Il coro al termine della navata centrale ha base poligonale.